# Proshermacha telaporta
Espèce
Proshermacha telaporta est une espèce d'araignées mygalomorphes de la famille des Anamidae.

## Distribution
Cette espèce est endémique du Wheatbelt en Australie-Occidentale,. Elle se rencontre vers Cooljarloo et Regans Ford.

## Description
Le mâle holotype mesure 26,88 mm et la femelle paratype 31,68 mm.

## Systématique et taxinomie
Cette espèce a été décrite par Harvey, Wilson et Rix en 2023.

## Publication originale
- Harvey, Wilson & Rix, 2023 : « Two new species of the open-holed trapdoor spider genus Proshermacha (Araneae: Mygalomorphae: Anamidae) from southern Western Australia. » Australian Journal of Taxonomy, vol. 43, p. 1-13 (texte intégral).